# Stade Armand-Cesari
Le stade Armand-Cesari, aussi connu sous le nom de stade de Furiani, est le principal stade de football de Corse.
Il est situé à Furiani et est utilisé par le Sporting Club de Bastia.
En 1992, le stade accueillit la demi-finale de la coupe de France de football au cours de laquelle une tribune provisoire s'effondra, causant la mort de 18 personnes et en blessant 2 357.

## Affluences
Affluences moyennes au stade Armand-Cesari durant ces dix dernières saisons :
- 2023-2024 : 14127 (Ligue 2)
- 2022-2023 : 9990 (Ligue 2)
- 2011-2012 : 10369 (Ligue 2)
- 2010-2011 : 4744 (National 1)
- 2009-2010 : 2770 (Ligue 2)

## Histoire

### De l'anonymat à la renommée continentale
Tout d'abord connu  sous le nom de  stade du Docteur Luciani, le stade Armand-Cesari fut inauguré le 16 octobre 1932. Il prendra son nom actuel qu'à partir de la saison 1937/38, en hommage au capitaine bastiais  Armand Cesari, disparu en 1936.
Totalement désuet voire dangereux (fils barbelés autour du terrain, tribunes vétustes), le stade a accueilli les matchs à domicile du SC Bastia malgré sa faible capacité (moins de 10 000 places) en coupe UEFA 1977-1978, des 32 de finale jusqu'à la finale aller. Le club y battra tour à tour le Sporting Portugal, Newcastle United, Torino Calcio, Carl Zeiss Jena et Grasshopper Zurich. La finale aller se disputa dans des conditions précaires, (impossible de reporter le match à cause de l'approche de la Coupe du monde 1978) des pluies diluviennes s'étant abattues sur la Corse ce jour-là en transformant le terrain en bourbier, ce qui handicapera le résultat de ce match décisif (0 - 0 contre PSV Eindhoven). L'affluence annoncée de 15 000 spectateurs apparaît exagérée, mais étant donné la ferveur de la Corse autour du Sporting, de nombreux supporters n'hésitèrent pas à rester debout, serrés, pour assister à la rencontre.

### Demi-finale de la Coupe de France 1992 - Le drame
Furiani reste également dans les mémoires pour la catastrophe qui marqua la demi-finale de la coupe de France 1992 face à l'Olympique de Marseille, le 5 mai 1992. Alléchés par la possibilité d'une belle recette, les dirigeants du club font ériger à la hâte une tribune provisoire d'une capacité de 10 000 personnes. Cette construction est entreprise au mépris de toutes les règles élémentaires de sécurité, sans qu'aucune autorité de contrôle ne fasse arrêter les travaux. Lorsque la tribune se remplit, dans les heures précédant le coup d'envoi, et alors que les travaux s'achèvent juste à temps, les premiers signes de fragilité sont perceptibles par des vibrations anormales. Des techniciens s'affairent pour renforcer la structure en urgence. Le speaker lance des appels au calme car les spectateurs placés en haut commencent à taper des pieds, mais à quelques minutes du coup d'envoi, la partie haute s'effondre. Le bilan est de 18 morts et plus de 2 300 blessés.
Ce drame reste mémorable pour avoir été diffusé en direct sur TF1. En effet, au moment où Patrick Poivre d'Arvor donne la parole à Thierry Roland pour l'avant-match, la tribune vient tout juste de s'effondrer. Cela dit aucune image n'a filmé la chute de la tribune en direct, on distingue seulement le bruit sourd sur la vidéo des caméras, qui filmaient alors la pelouse, avant que celles-ci ne se retournent vers la tribune alors effondrée. Les survivants descendus sur la pelouse ont d'ailleurs profité des cadrages pour se montrer à leur famille devant leur poste, et prouver ainsi qu'ils étaient en bonne santé. À noter que le journal d'Antenne 2 a lui aussi retransmis en direct les images de TF1, ce qui a accru le nombre de personnes témoins de ce drame.
À la suite de cette catastrophe, le match a bien évidemment été annulé, et la finale de la coupe de France 1992, pour laquelle Monaco s'était qualifié, ne sera pas jouée non plus -une première dans l'histoire de la Coupe de France- contrairement à la finale européenne du Heysel 7 ans auparavant.

### Travaux de rénovation et d'agrandissement

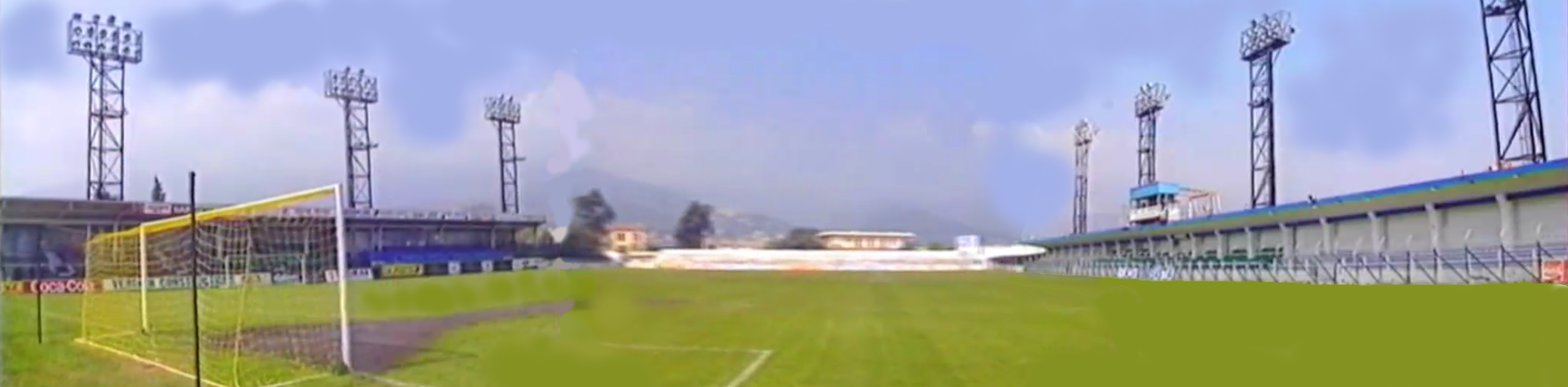
Stade Armand Cesari dans les années 1990

Les travaux d'agrandissement doivent permettre de porter la capacité du stade à 17 000 places, dont 13 790 couvertes. Ces travaux comprennent la démolition et la reconstruction des tribunes Est, Nord, Ouest et Sud, la réalisation d'une couverture sur les tribunes Nord et Sud, l'aménagements des abords immédiats, la création d'un parking au Sud et l'extension et l'aménagement du parking Est.
Les premiers travaux débutent en 1994, avec :
- la démolition de la mythique Tribune Est, puis sa reconstruction et son inauguration en 1995 avec 2 490 places ;
- la construction de la Tribune Nord, sur deux étages, en 1997 avec 5 500 places ;
- la démolition de la Tribune Ouest, puis sa reconstruction et son inauguration en 2001 avec 2 990 places ;
- la démolition de la Tribune Sud, puis sa reconstruction et son inauguration en 2011 avec 6 000 places.

Malgré tout, les travaux du stade ne sont toujours pas achevés, les pylônes trônant dans les tribunes Est et Ouest doivent être démolis et le remplacement des sièges de la tribune Ouest effectué.

## Les tribunes actuellement

### La tribune Jojo-Petrignani (Est)

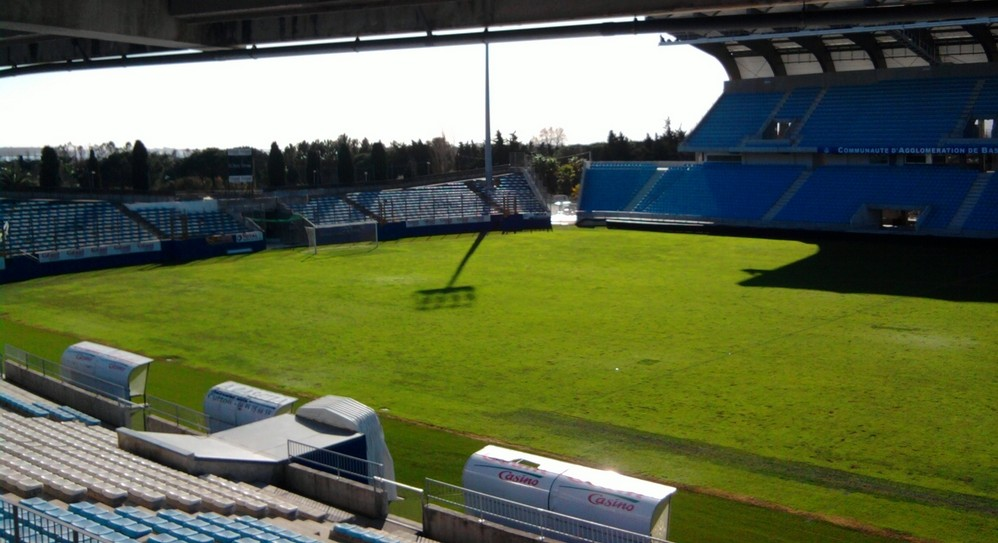
Tribune Petrignani à gauche - vue de la Tribune Claude Papi

La tribune Jojo-Petrignani est la tribune la plus chaude du stade. Elle contient environ 2 500 places. Elle est nommée ainsi en l'honneur d'un immense supporter du club et "porte-drapeaux" des années 1960 à 1990. La tribune contient également le groupe de supporter « Bastia 1905 », successeur des « Testa Mora 92 », depuis 2005.

### La tribune Claude-Papi (Nord)
La tribune Claude-Papi est la principale tribune du stade de Furiani. Elle contient la tribune présidentielle, des loges et la tribune de presse présente à l'étage. Sous la tribune au Rez de Chaussée se trouvent les vestiaires, ainsi que la plaque dans le tunnel « PER VOI VINCEREMU », plaque hommage aux victimes de la catastrophe de Furiani en 1992. Cette tribune est d'une capacité de 5 500 places, et porte le nom du joueur Corse du siècle, Claude Papi, l'un des artisans de "l'âge d'Or" du club dans les années 1970, décédé en 1983.

### La tribune Pierre-Cahuzac (Ouest)

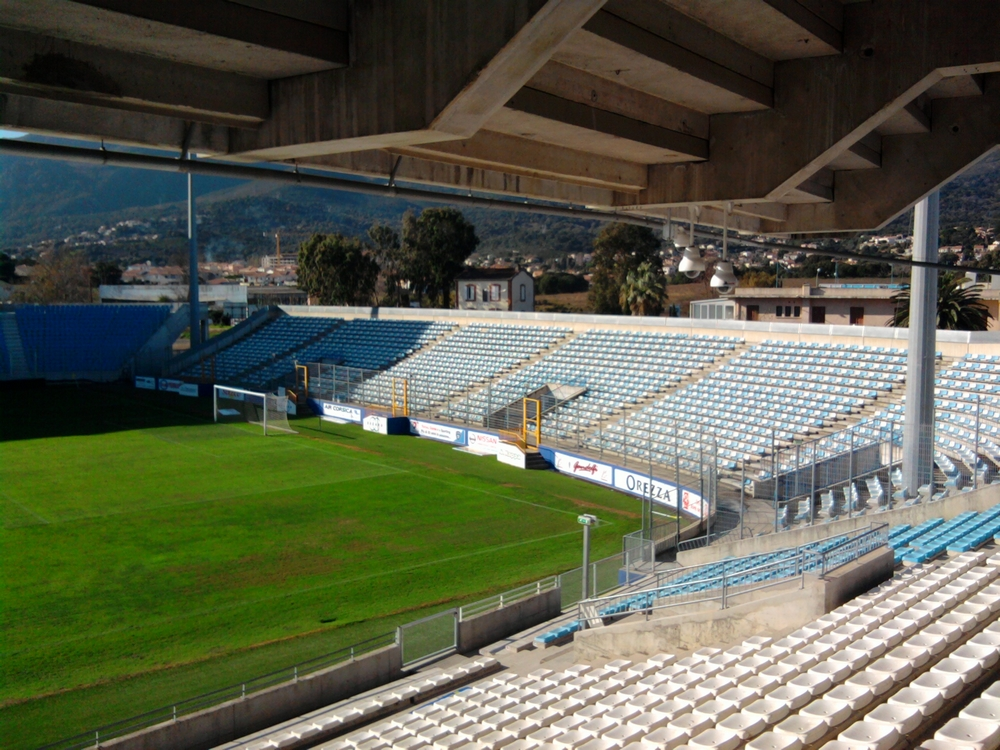
Tribune Cahuzac

La tribune Pierre-Cahuzac, nommé en l'honneur de l'entraîneur ayant permis au SCB de terminer 3e de Ligue 1 en 1977 et de disputer la finale de la Coupe de l'UEFA en 1978, est la tribune la moins « chaude » de Furiani actuellement. Sa capacité s'élève à 2 990 places.

### La tribune Victor-Lorenzi (Sud)
La tribune Victor-Lorenzi est la tribune du stade la plus récente (2011) et peut contenir le plus de supporters avec environ 6 000 places. La tribune porte ce nom en hommage au président qui a permis, sous sa présidence, de glaner pas moins de 8 titres de champion de Corse et 8 coupes de Corse, mais surtout, de permettre au SCB (et aux clubs corses en général) de disputer le championnat de France amateur. Durant ses années en tant que président (1933 - 1973), le club passa de l'anonymat du championnat régional jusqu'au professionnalisme.